# Monument a la puntaire de l'Arboç
El Monument a La puntaire de l'Arboç és un monument protegit com a bé cultural d'interès local (BCIL). L'obra escultòrica està situada a l'entrada de l'Arboç (Baix Penedès). El monument és un homenatge a l'arrelada i coneguda artesania local de la punta de coixí, i al col·lectiu de puntaires de tot Catalunya, i es obra del pintor i escultor català Joan Tuset i Suau. És l'escultura pública més important de l'Arboç i, alhora, un dels seus monuments més emblemàtics.[1]

## Descripció
El monument consta d'un gran pedestal rectangular de ciment sobre el que reposa l'escultura de la puntaire, aixecat sobre un graó i situat al mig d'una gran rotonda enjardinada.
L'obra fosa en bronze amb la tècnica de la cera perduda, presenta la figura d'una dona jove i forta, asseguda fent puntes de coixí. L'escultor ha triat una forma no habitual de posar el coixí de fer puntes, que està repenjat sobre un arbocer, que és el símbol i emblema de l'escut de l'Arboç.
La puntaire de l'Arboç està construïda per ser contemplada, principalment, de perfil. És en aquesta posició que podem apreciar més detalls. El coixí és llarg, típic de la puntaire catalana. També podem apreciar que la quantitat de boixets és bastant alta; per tant deduïm que la jove té una certa experiència dins el món de la punta.
L'actitud i l'acabat de l'obra són intencionadament realistes, amb gran atenció a la fisonomia, cabells, detall de les mans, els boixets de fer puntes i els plecs de la roba. La manera de vestir i el recollit dels cabells simbolitzen molta modernitat, ja que l'escultor tenia com a objectiu reflectir una puntaire actual. Fet simbòlic que ens fa pensar en la necessitat, del tot aconseguida, d'equiparar una tradició tan antiga com aquesta i la contemporaneïtat.
Executant una mirada ràpida sobre el monument podem apreciar la resolució plàstica i estilística, que evidencien a simple vista que ens trobem davant d'una magnífica escultura que és el resultat final de la conjugació de l'art i d'un gran artista.
L'estàtua mesura 2 metres d'alçada i el conjunt escultòric fa un total de 4 metres d'alçada. A la part frontal i posterior del pedestal, sota l'escut de l'Arboç s'hi pot llegir amb lletres de bronze, L'Arboç a la puntaire.

## Inauguració
El monument va ser inaugurat amb presència de centenars de puntaires l'11 de desembre de 2005 durant els actes de la fira de Santa Llúcia, per l'aleshores conseller de Comerç i Turisme de la Generalitat de Catalunya, Josep Huguet El monument està ubicat al centre d'una de les rotondes enjardinades de l'N-340 a l'entrada de l'Arboç en direcció a (Tarragona).

## Galeria d'imatges

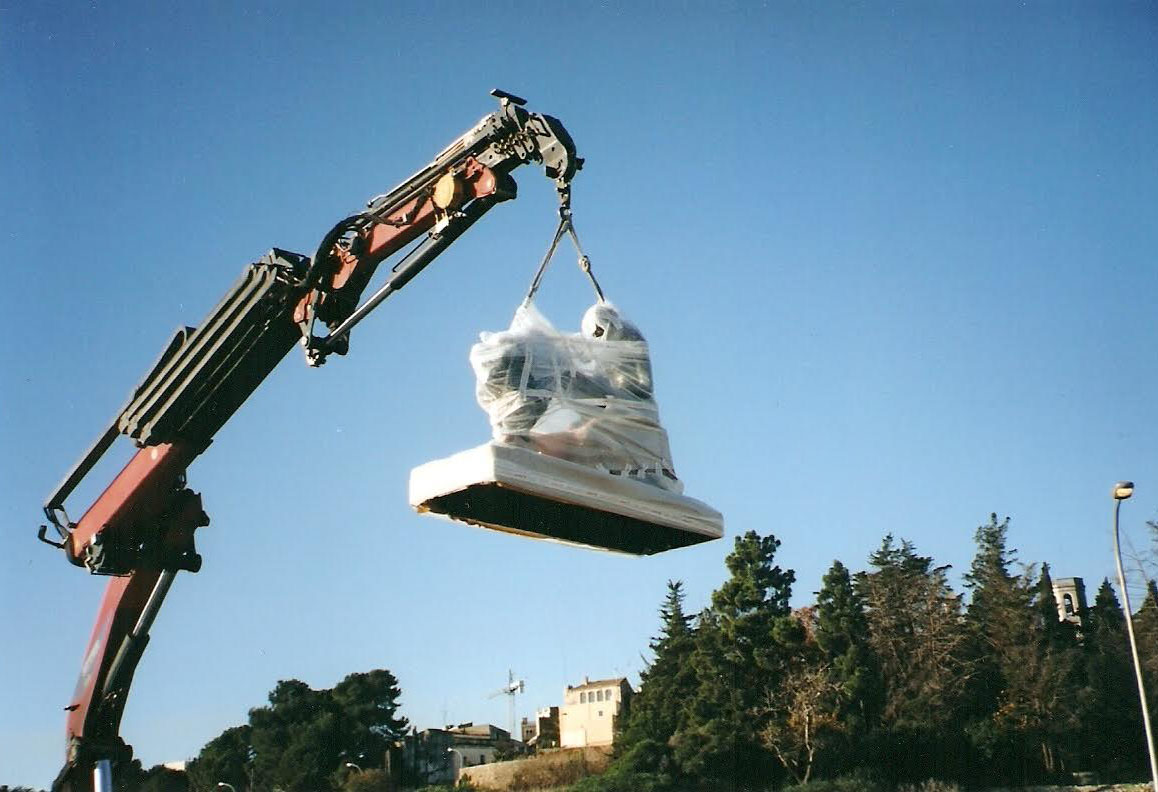
Col·locació del Monument sobre el pedestal el desembre de 2005
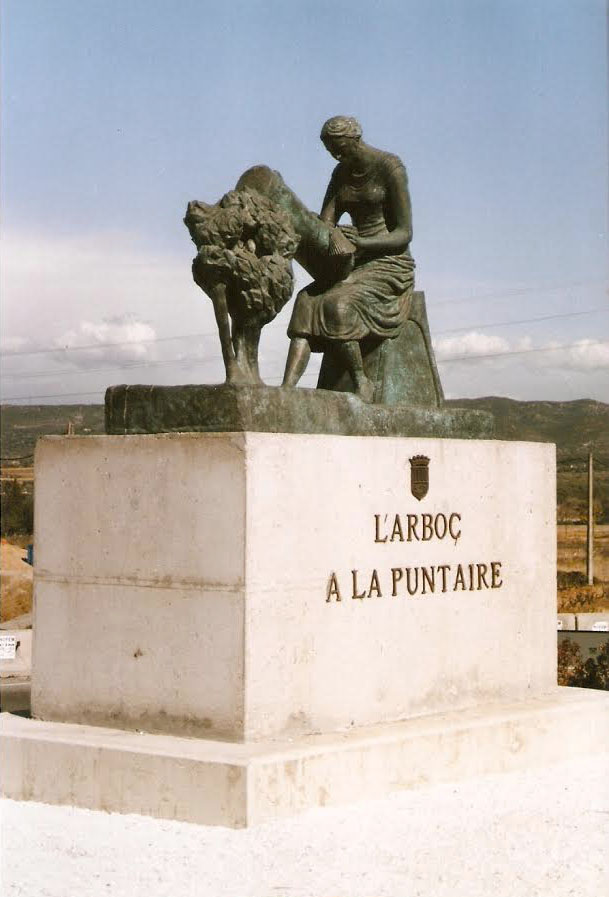
Vista lateral del Monument.
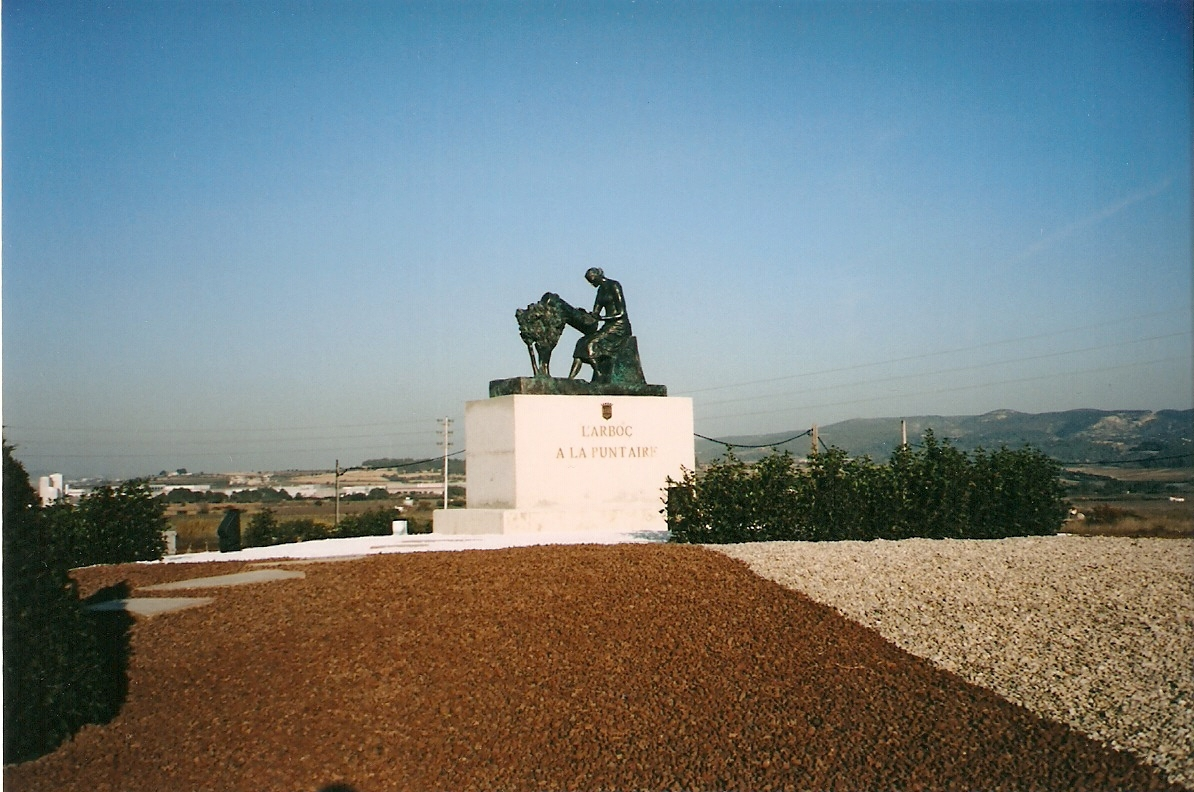
Vista del Monument dins de la rotonda.
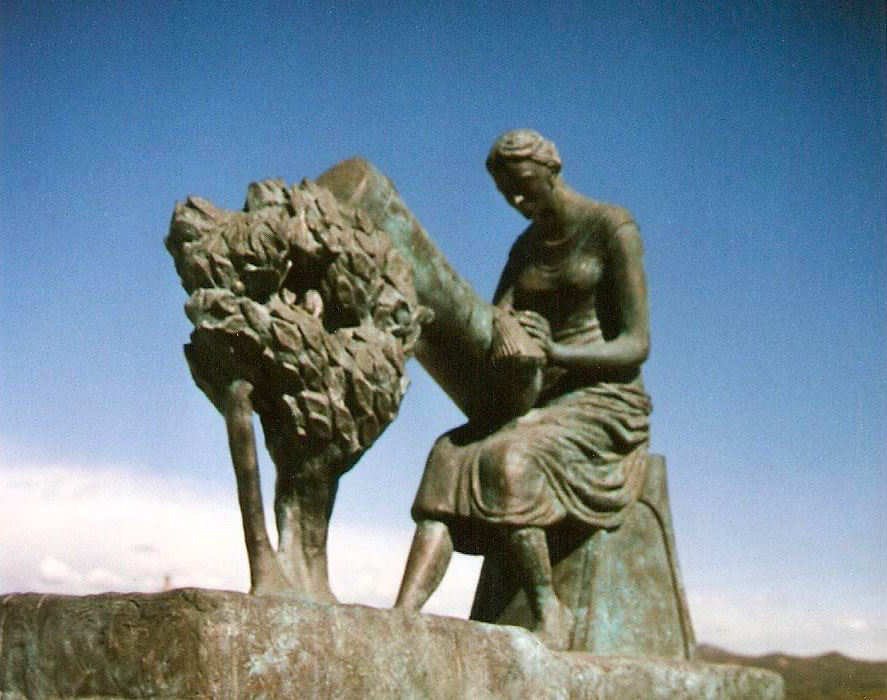
Detall de l'escultura.
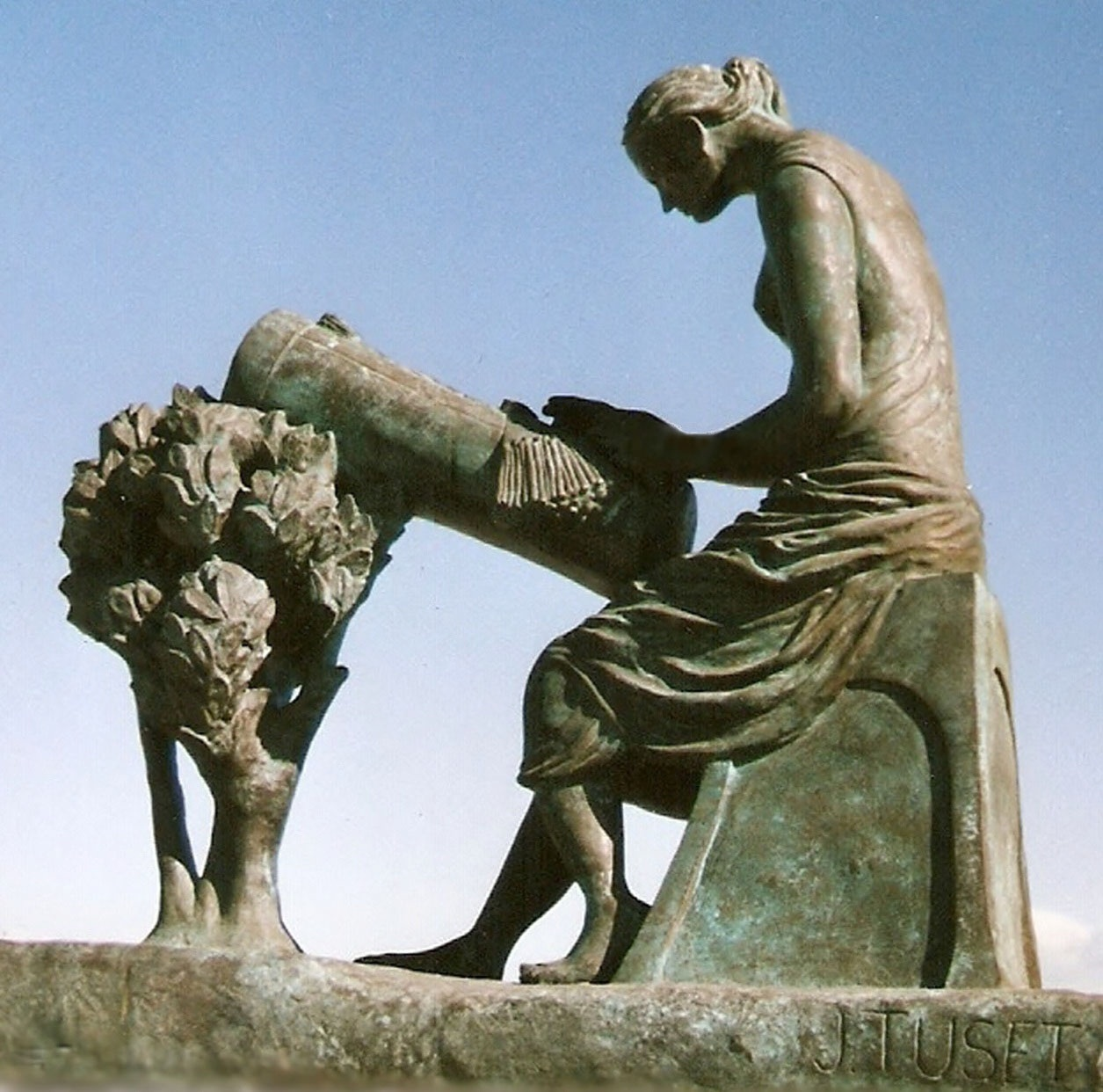
Detall de l'escultura.
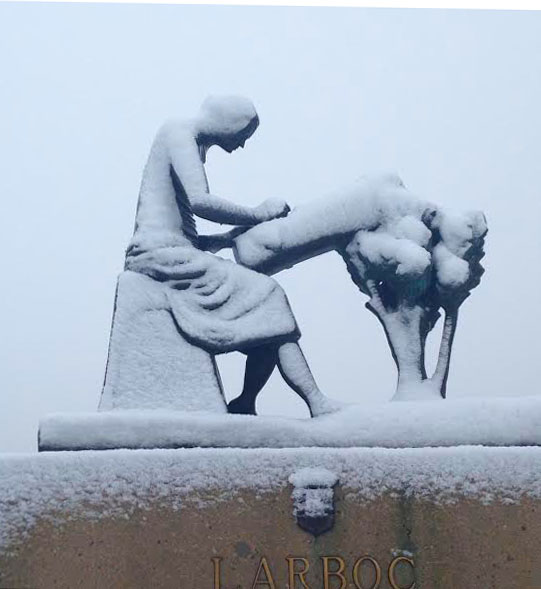
El Monument a la puntaire en un dia de neu.